# Josef Haberfelner
Josef Haberfelner (* 2. Juli 1830 in Lunz am See; † 28. Februar 1913 ebenda) war ein österreichischer Bergwerksverwalter, der auch auf den Gebieten der Geologie, Mineralogie und Entomologie tätig war.

## Leben
Haberfelner arbeitete zunächst als Hammerschmied in Lunz, später als Bergmann in Eisenerz und Beamter der Radwerke in Vordernberg, Eisenerz und Leoben. Von 1872 bis 1902 war er Bergverwalter (Betriebsleiter) im Kohlenbergbau in Lunz.
Er lehrte seit 1859 interimistisch an der Steigerschule in Leoben Mineralogie und Geologie. 1864 wurde er für seine Verdienste um die Geologie des Erzberges zum Korrespondenten der k. k. Geologischen Reichsanstalt ernannt.
Haberfelner sammelte in den Lunzer Schichten sowie in der Grauwackenzone Fossilien. Darunter waren erste silur-devonische Orthoceren und Trilobiten bei Eisenerz. Außerdem sammelte er fossile Pflanzen.
Haberfelner ist der Großvater des Geologen Erich Haberfelner (1902–1962).

## Veröffentlichungen (Auswahl)
- Entomologische Mittheilungen. (Col.). In: Societas entomologica. Organ für den internationalen Entomologen-Verein 3, 1888, S. 4–5
- Ueber entomologische Zuchthäuser. In: Deutsche Entomologische Zeitschrift 1889, S. 389–394
- Ueber Insekten-Wanderungen von und in die Alpen. In: Societas entomologica. Organ für den internationalen Entomologen-Verein. 4, 1889, S. 40–41
- Resultate aus meinen Zuchthäusern. Die fünf Monochamus-Arten des Oetschergebietes in Nieder-Oesterreich. In: Societas entomologica. Organ für den internationalen Entomologen-Verein 6, 1891, S. 26–27
- Ueber Erzgänge am Cinque-Valle bei Roncegno in Südtirol (Aus einem Schreiben an Herrn Oberbergrath Dr. G. Stache). In: Verhandlungen der Geologischen Bundesanstalt 1892, S. 318 (zobodat.at [PDF; 248 kB]).
- Die Trias in den Alpen mit ihren kohlenführenden Lunzer Schichten und deren bergmännische Bedeutung. Verlag R. Radinger, Scheibbs 1902